# AHEAD

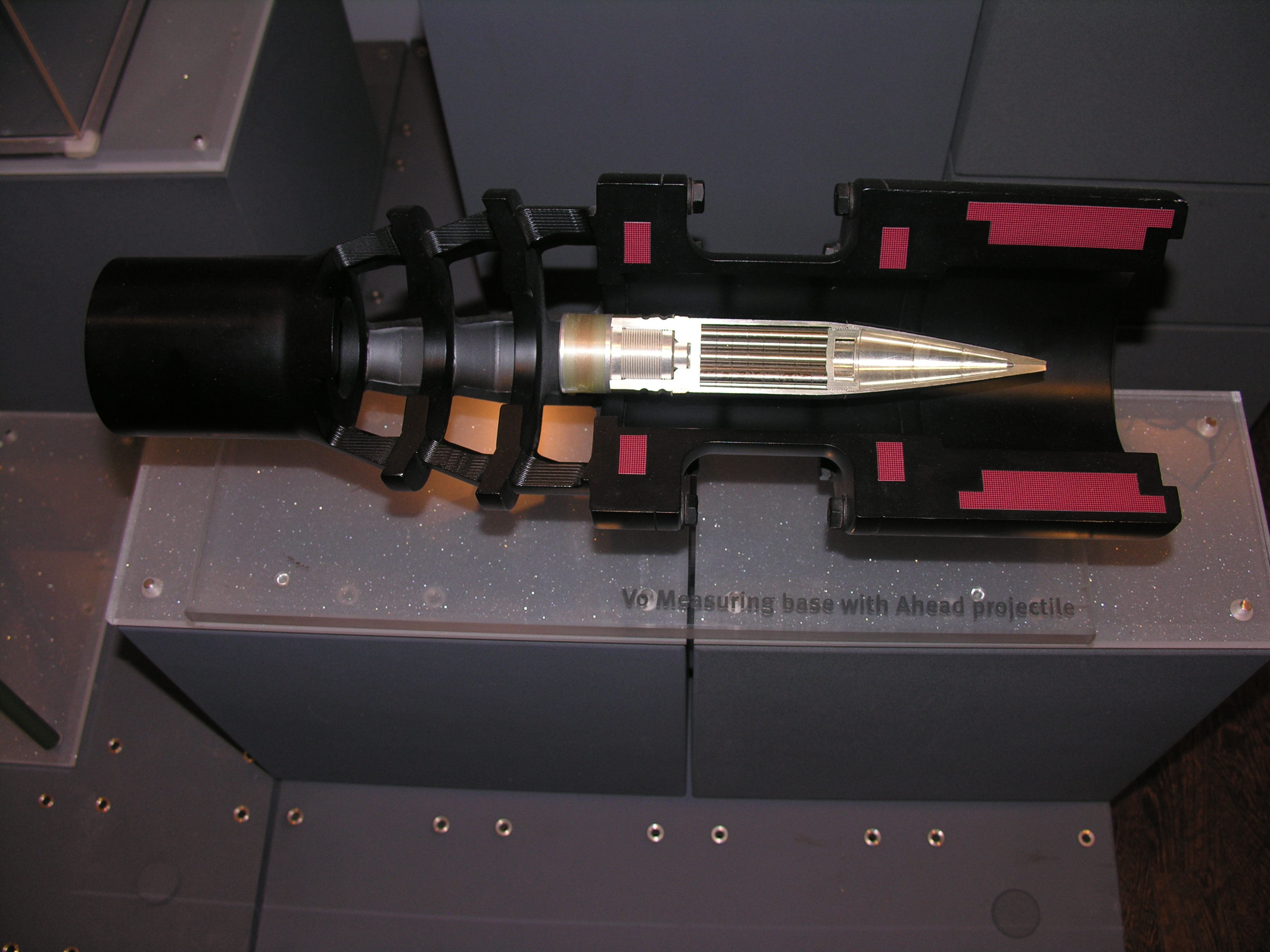
Конструкція снаряду AHEAD та розміщення індуктивних сенсорів і соленоїду програмування підриву у дульному гальмі

AHEAD (англ. Advanced Hit Efficiency and Destruction) — артилерійський снаряд калібру 35 мм з програмованим підривом.
Боєприпас був розроблений колишньою компанією Oerlikon Contraves — дочірньою компанією німецької Rheinmetall Defense.
Основна сфера використання — системи C-RAM.

## Характеристики
Підривач снаряду — таймерного типу. Програмується на підрив за результатами виміру початкової швидкості снаряду при послідовному проходженні ним двох індуктивних сенсорів дульного гальма. Програмування зідйснюється за долі мікросекунди іншою індуктивною катушкою, що теж розташована у дульному гальмі на відстані кількох сантиметрів після зазначних швидкісних датчиків.
Снаряд споряджений 152 ударними елементами, які при підриві утворюють хмару ураження.
Існують версії боєприпасу для калібрів 30 і 40 мм.